# Alusian

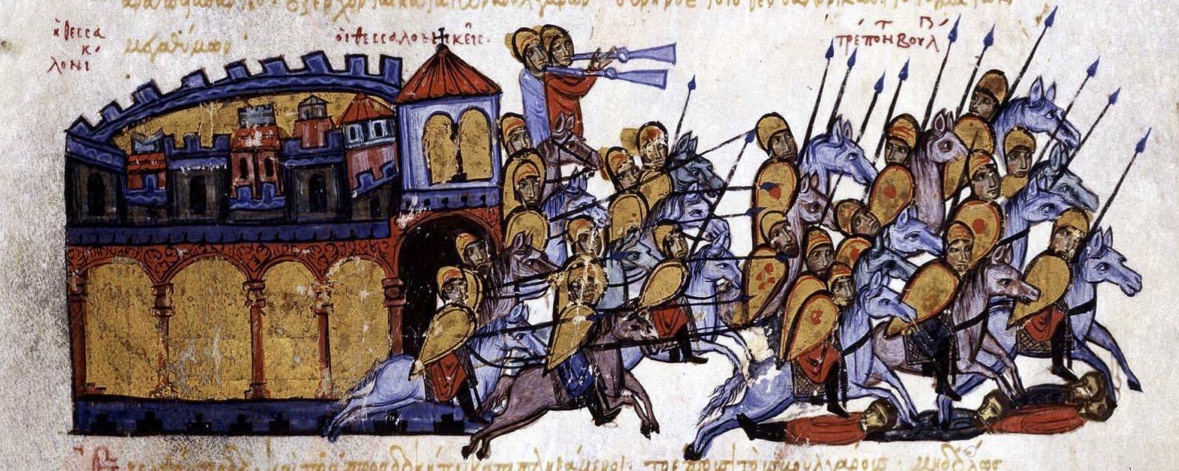
Alusian flieht nach der Niederlage vor Thessaloniki (1040). Miniatur aus der Madrider Bilderhandschrift des Skylitzes

Alusian (auch Alusjan, Alusianos, bulgarisch Алусиан, mittelgriechisch Ἀλουσιάνος; * um 1000; † nach 1068) war ein bulgarischer Prinz und Rebell gegen den byzantinischen Kaiser Michael IV.

## Leben
Alusian entstammte dem Hause Komitopuli und war vermutlich zweitältester Sohn des Zaren Iwan Wladislaw. Er hatte fünf Brüder (Presian, Aaron, Traianos, Radomir, Klimen) sowie sechs Schwestern. Nach dem Tod Iwan Wladislaws und der Eroberung des bulgarischen Reiches im Februar 1018 durch Kaiser Basileios II. flohen Alusian und seine Brüder auf den Berg Tomorr, mussten ihren Widerstand aber schließlich aufgeben. Die Brüder wurden als Würdenträger am Hof in Konstantinopel aufgenommen, wobei Alusian den Titel eines Patrikios erhielt.
Zur Zeit Kaiser Michaels IV. war Alusian Strategos von Theodosiopolis. Er fiel jedoch im September 1040 beim Regenten Johannes Orphanotrophos in Ungnade, worauf er heimlich aus dem Reich floh, um sich der in Bulgarien ausgebrochenen Rebellion seines Vetters Peter Deljan gegen die byzantinische Herrschaft anzuschließen. Alusian wurde als Mitregent akzeptiert und erhielt das Kommando über ein bulgarisches Heer, das bei der Belagerung von Thessaloniki schwere Verluste erlitt. Nach weiteren militärischen Misserfolgen wurde Deljan im September 1041 von Alusian gestürzt und geblendet. Er wurde daraufhin als Herrscher der Bulgaren anerkannt, unterwarf sich aber Kaiser Michael IV., wahrscheinlich um seine armenische Frau und seine vier Kinder zu schützen, die in Konstantinopel geblieben waren. Zum Dank für seine Kooperation ernannte ihn Michael IV. zum Magistros. 
Die letzte Nachricht über Alusian datiert aus dem Jahr 1068, als er sich in Armenien aufhielt. Seine Nachkommen, die Alusianoi, blieben in den folgenden Jahrhunderten in der byzantinischen Aristokratie präsent. Seine Tochter Anna war die Ehefrau des späteren Kaisers Romanos Diogenes.